# 2017 au Mali
Cet article présente les faits marquants de l'année 2017 au Mali.

## Évènements
- 18 janvier : attentat-suicide dans un camp militaire de Gao.
- 5 mars : attaque de Boulikessi.
- 18 avril : combat de Gourma-Rharous.
- 29 et 30 avril : combat de la forêt de Foulsaré.
- 2 mai : embuscade de Dogofry.
- 30 mai : combat de la forêt de Serma.
- 18 juin : attentat de Kangaba près de Bamako.
- 26 juillet : bataille de Takellote
- 29 décembre : démission du Premier ministre malien Abdoulaye Idrissa Maïga et de son gouvernement[1], Soumeylou Boubèye Maïga lui succède.